# Marquesat de Molins

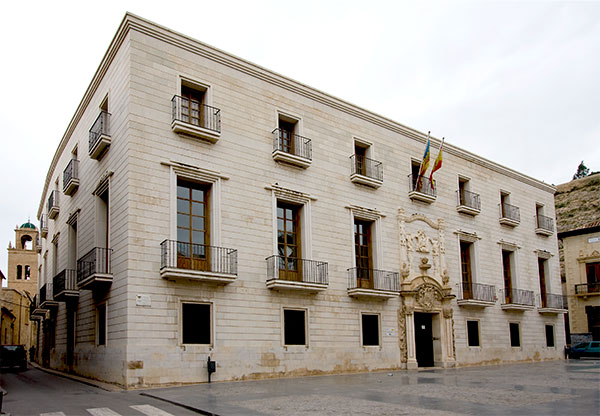
Palau dels comtes de Pinohermoso a Oriola, Baix Segura, pares de Mariano Roca de Togores y Carrasco.

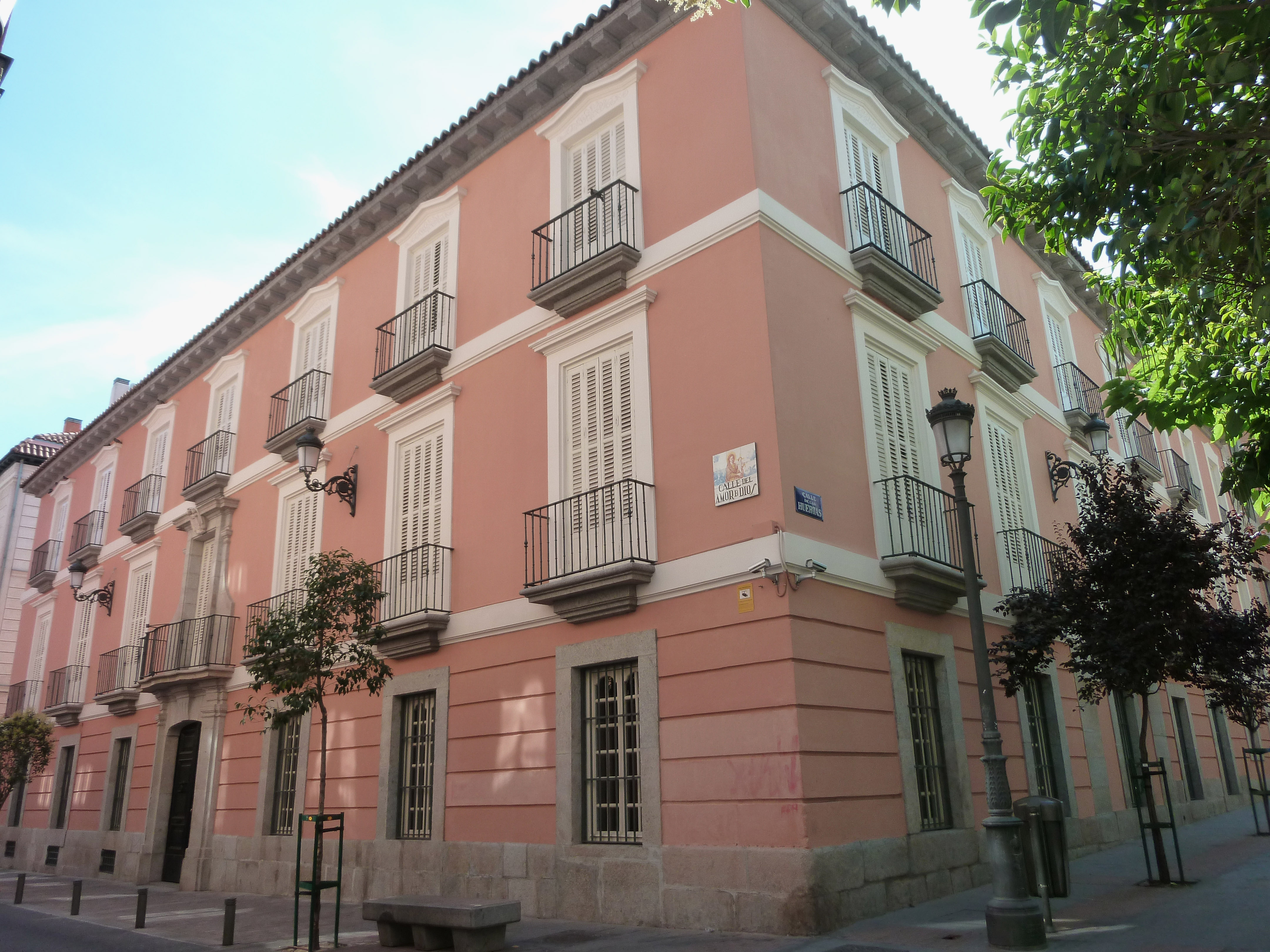
Palau dels marquesos de Molins (Madrid), avui dependència de la Reial Acadèmia de la Història.

El marquesat de Molins és un títol nobiliari espanyol, concedit per la Reina Isabel II a favor de Mariano Roca de Togores y Carrasco, per Reial decret del 15 de setembre de 1848 i Real Despatx del 4 de desembre següent.
Porta aparellada la grandesa d'Espanya de primera classe, concessió de la mateixa reina al primer marquès per Reial decret del 12 de maig de 1863 i Reial Despatx del 24 de desembre del mateix any.
El concessionari, Mariano Roca de Togores y Carrasco, va ser un important polític, diplomàtic i literat espanyol del segle xix, promotor de la Restauració d'Alfons XII, Ministre de Marina, Foment i Estat en governs de Sotomayor, Narváez i Cánovas, ambaixador a Londres i París i davant la Santa Seu, Acadèmic de les Reials de la Història, Belles arts i Ciències Morals i Polítiques i Director de l'Espanyola de la Llengua, Diputat a Corts, Senador del Regne, cavaller dels Ordes del Toisó d'Or, Calatrava i Malta, Gran Creu de Carles III i mestrant de València. Fill de Luis Roca de Togores y Valcárcel, II comte de Pinohermoso, vescomte de Casa Grande, i de María Francisca de Paula Carrasco y Arce, VI comtessa de Villaleal.
Prenia denominació aquesta mercè de la pedania oriolana de Molins, antic senyoriu de la família materna del concessionari. El vescomtat previ de Rocamora, atorgat al mateix pel Reial decret de creació del marquesat, va ser declarat també hereditari i perpetu pel Real Despatx. La denominació de Rocamora corresponia al vuitè cognom del primer vescomte i marquès, que era el costat pel qual va recaure en els Carrasco el senyoriu de Molins.

## Palau del Marquès de Molins
En el Districte Centro de Madrid es troba el Palau del Marquès de Molins, declarat Bé d'Interès Cultural en 2004, que va pertànyer al I Marquès de Molins i posteriorment a la seva família. Actualment és propietat de l'Estat i el seu ús està cedit a la Reial Acadèmia de la Història, havent-se convertit en dependència annexa a la seu d'aquesta institució, situada en la mateixa illa, i de la qual el marquès n'havia estat acadèmic de nombre.

## Marquesos de Molins
|                       | Titular                                        | Període               |
| Creació per Isabel II | Creació per Isabel II                          | Creació per Isabel II |
| --------------------- | ---------------------------------------------- | --------------------- |
| I                     | Mariano Roca de Togores y Carrasco             | 1848-1889             |
| II                    | José Ventura Roca de Togores y Aguirre-Sorarte | 1889-1926             |
| III                   | Fernado Roca de Togores y Aguirre-Solarte      | 1926-1941             |
| IV                    | Mariano Roca de Togores y Caballero            | 1952-1985             |
| V                     | Luis Roca de Togores y Bruguera                | 1985-actual           |

## Història dels marquesos de Molins
- Mariano de las Mercedes Roca de Togores y Carrasco (1812-1889), I marquès de Molins, I vescomte de Rocamora.

1. Casat amb María Teresa Roca de Togores y Alburquerque.
2. Casat amb María del Carmen de Aguirre-Solarte y Alcíbar.

El succeí el seu fill del segon matrimoni:
- José Ventura Roca de Togores y Aguirre-Solarte, II marquès de Molins, II vescomte de Rocamora.

1. Casat amb Juana Inocencia Polo y Blanco. Sense descendents. El succeí el seu germà:

- Fernando Roca de Togores y Aguirre-Solarte (n. en 1854), III marquès de Molins, III vescomte de Rocamora, I marquès de Rocamora, Gentilhome Gran d'Espanya amb exercici i servitud del Rei Alfons XIII.

1. Casat amb María del Carmen Caballero y Saavedra, IV marquesa del Villar. El succeí el seu fill:

- Mariano Roca de Togores y Caballero, IV marquès de Molins, V marquès de Rocamora, III marqués de Torneros, VI marquès del Villar.

1. Casat amb María de los Dolores Bruguera y Medina, III marquesa de Torralba de Calatrava (per rehabilitació a favor seu en 1918). El succeí el seu fill:

- Luis Roca de Togores y Bruguera, V marquès de Molins.

1. Casat amb María Cristina de Barandica y Uhagón.